# Michel Thalot
Michel Antoine Thalot (29 septembre 1865 - 22 janvier 1944) est un menuisier-charpentier et résistant français. Il participe aux deux guerres mondiales, d’abord comme infirmier militaire, puis comme agent de la résistance. Il est arrêté et torturé par la Gestapo et meurt de ses blessures. Il reçoit de nombreuses distinctions posthumes.

## Biographie

### Jusqu’à la Seconde Guerre mondiale
Michel Thalot nait le 29 septembre 1865 à La Celle-sous-Gouzon, en France, de Louis Thalot, cultivateur, et Amélie Maufus. Ses parents vivant à Saint-Loup, il y grandit et y passe une majeure partie de sa vie. Il apprend le métier de menuisier-charpentier et l’exerce toute sa vie.
En décembre 1884, Michel Thalot rejoint le 63e régiment d'infanterie de Limoges avant d’être transféré, en juillet 1887, au 1er régiment de zouaves. Il suit une formation d’infirmier avant de rejoindre la 19e section d’infirmiers militaires. Il participe à la campagne d’Afrique de 1887 à 1890, avant d’être démobilisé avec le grade de sergent.
Michel Thalot rentre à Saint-Loup où il épouse, le 7 mars 1891, Marie Jeanne Pinet avec qui il a une fille, Louise Lucie Thalot,. Il reprend son activité de patron charpentier.
Lorsque la première Guerre mondiale éclate, Michel Thalot s’engage volontairement. Il est affecté en janvier 1915 dans un hôpital militaire jusqu’en octobre 1917. Il termine son engagement avec le grade de sergent.
De retour à Saint-Loup, Michel Thalot occupe les fonctions de receveur buraliste et entrepreneur en menuiserie. Au décès de son épouse le 26 juillet 1931, il reste veuf.

### Résistance, arrestation et mort
Michel Thalot est recruté en novembre 1942 par la société de travaux ruraux, un service de contre-espionnage de la Résistance française. Il devient agent P2 (agent permanent) et fait de sa maison une boite aux lettres, un lieu de rendez-vous et une cache pour résistants clandestins,. Il accomplit de nombreuses missions en tant qu’agent de liaison.
Le 4 juillet 1943, Michel Thalot est arrêté par la Gestapo lors d’une mission. Il est torturé et déporté au camp de Royallieu où il meurt le 22 janvier 1944, des suites des blessures et manque de soins.

### Hommages posthumes
Michel Thalot est déclaré Mort pour la France et interné résistant. Il reçoit le grade de sous-lieutenant et la Médaille de la Résistance française à titre posthume. Il reçoit également le titre de Chevalier de la Légion d'honneur le 7 novembre 1958.
Son nom figure sur le mémorial de la Résistance creusoise à Guéret ainsi que sur le mémorial des Anciens des services secrets de la Défense nationale à Ramatuelle.
Une plaque commémorative est inaugurée le 11 novembre 2019 à Saint-Loup,.